# Microsoft Forefront
Microsoft Forefront é uma linha de software de segurança empresarial da Microsoft. Microsoft Forefront tem produtos que protegem muitos aspectos da computação empresarial, incluindo soluções para Exchange, SharePoint e dispositivos individuais.

## Descontinuado
- Threat Management Gateway: produto de servidor descontinuado que fornece três funções: Roteamento, firewall e cache da web . Anteriormente chamado Internet Security and Acceleration Server ou ISA Server.[1][2]

- Unified Access Gateway: Produto de servidor descontinuado que protege os recursos da rede por criptografia todas as solicitações de acesso recebidas de usuários autorizados. Suporta Rede Privada Virtual s (VPN) e DirectAccess. Anteriormente chamado  Intelligent Application Gateway .[3][4]
- Server Management Console: aplicativo descontinuado baseado na web que permite o gerenciamento de várias instâncias de Proteção para Exchange, Proteção para SharePoint e Microsoft Antigen a partir de uma única interface.[5][6]

- Protection for Exchange: um software descontinuado, produto que detecta vírus, spyware e spam integrando múltiplos mecanismos de verificação de parceiros de segurança em uma única solução para proteger ambientes de mensagens Exchange. O FPE fornece um console de administração que inclui configurações personalizáveis, opções de filtragem, recursos de monitoramento e relatórios e integração com o produto Forefront Online Protection for Exchange (FOPE). Após a instalação, o gerenciamento do FPE em vários servidores do Exchange pode ser feito com o Console de Gerenciamento do Protection Server. Além disso, o FPE pode ser gerenciado usando o Windows PowerShell, um shell de linha de comando e uma tecnologia de script baseada em tarefas que permite a automação de tarefas de administração de sistema.[1][7][8]

- Protection for SharePoint: Um produto descontinuado que protege bibliotecas de documentos Microsoft SharePoint Server. Ele impõe regras que impedem que os documentos que contenham malware, informações confidenciais ou conteúdo fora da política sejam carregados. Protection Server Management Console ou Windows PowerShell podem ser usados para gerenciar o Protection for SharePoint Server em vários servidores.[1][9][10]
- Security for Office Communications Server: Protege computadores que executam Microsoft Office Communications Server de malware. Anteriormente chamado 'Antigen for Instant Messaging' '.[11]